# دیماج
دُیْماج یا دوْیمَج یا به تاتی  چانگال  و یا  چنگال  هم گفته می‌شود، نوعی عصرانهٔ سنتی قزوین مخصوص فصول گرم است. این خوراکی از مخلوط نمودن تکه‌های نان، پنیر، سبزی، پیاز داغ، و گردو و زرد چوبه درست می‌شود.
نوع اصلی دیماج که متداول‌تر است از مخلوط تکه‌های خرد شده نان لواش و سبزی خردشده، پنیر سنتی، پیاز داغ و گردو تهیه می‌شود.

## طرز تهیه
نان لواش قزوینی ماده اصلی این خوراکی می‌باشد را خرد کرده و سپس اگر که نان خشک است، کمی به آن آب می‌پاشیم. سبزی مورد استفاده در این خوراکی همان سبزی خوردن می‌باشد که بعد از خورد کردن آن را به همراه پیاز داغ و گردو و پنیر سنتی به نان اضافه می‌کنیم و تمام مواد را با هم مخلوط می‌کنیم. برای خوردن نیز می‌توان از دو راه استفاده کرد:
۱: لقمه کردن بادست

۲: لقمه کردن با استکان کمر باریک (مثل لقمه کردن پشمک یزدی)